# National Football League 2012 (Figi)
La NewWorld National Football League 2012 è la 36ª edizione del massimo campionato di calcio delle Figi chiamata anche Fiji Sun/Weet-Bix National Football League. La stagione inizierà il 21 gennaio 2012 e terminerà il 17 giugno 2012. Le gare si disputano alternatamente fra le 10 squadre al sabato e alla domenica.
La vincitrice del trofeo otterrà la diretta qualificazione alla prossima edizione della principale coppa continentale ovvero OFC Champions League.
Mentre l'ultima piazzata dovrà disputare gli spareggi annuali per la retrocessione contro la prima classificata della seconda categoria.

## Squadre partecipanti
| Club     | Città    | Stadio               | Capacità | Stagione 2011               |
| -------- | -------- | -------------------- | -------- | --------------------------- |
| Ba       | Ba       | Govind Park          | 13.500   | 1ºNational Football League  |
| Labasa   | Labasa   | Subrail Park         | 10.000   | 2ºNational Football League  |
| Lautoka  | Lautoka  | Churchill Park       | 18.000   | 3ºNational Football League  |
| Nadi     | Nadi     | Prince Charles Park  | 10.000   | 8ºNational Football League  |
| Nadroga  | Sigatoka | Lawaqa Park          | 12.000   | 10ºNational Football League |
| Navua    | Navua    | Thomson Park         | 1.000    | 4ºNational Football League  |
| Rewa     | Nausori  | Ratu Cakobau Park    | 8.000    | 5ºNational Football League  |
| Savusavu | Savusavu | Ganilau Park         | 500      | 7ºNational Football League  |
| Suva     | Suva     | TFL National Stadium | 15.000   | 6ºNational Football League  |
| Tavua    | Tavua    | Garvey Park          | 1.000    | 9ºNational Football League  |

## Classifica
|  |     | NewWorld National Football League 2012 | Pt | G  | V  | N | P  | GF | GS | DR  |
|  | --- | -------------------------------------- | -- | -- | -- | - | -- | -- | -- | --- |
|  | 1.  | Ba                                     | 45 | 18 | 14 | 3 | 1  | 45 | 10 | +35 |
|  | 2.  | Suva                                   | 41 | 18 | 13 | 2 | 3  | 35 | 13 | +22 |
|  | 3.  | Nadi                                   | 38 | 18 | 11 | 5 | 2  | 28 | 8  | +20 |
|  | 4.  | Lautoka                                | 33 | 18 | 10 | 3 | 5  | 38 | 17 | +21 |
|  | 5.  | Rewa                                   | 23 | 18 | 6  | 5 | 7  | 25 | 19 | +6  |
|  | 6.  | Nadroga                                | 21 | 18 | 6  | 3 | 9  | 25 | 55 | -30 |
|  | 7.  | Navua                                  | 16 | 18 | 3  | 7 | 8  | 16 | 21 | -5  |
|  | 8.  | Labasa                                 | 15 | 18 | 4  | 3 | 11 | 19 | 35 | -16 |
|  | 9.  | Tavua                                  | 11 | 18 | 3  | 2 | 13 | 10 | 34 | -24 |
|  | 10. | Savusavu                               | 9  | 18 | 2  | 3 | 13 | 11 | 40 | -29 |

### Verdetti
- Ba Campione delle Figi 2012
- Ba qualificata per la OFC Champions League 2012-2013
- Savusavu salva dopo i Playoff Salvezza/Promozione